# میلخینو
میلخینو (به لاتین: Milekhino) یک منطقهٔ مسکونی در روسیه است که در استان آمور واقع شده‌است.